# Messina Chasma

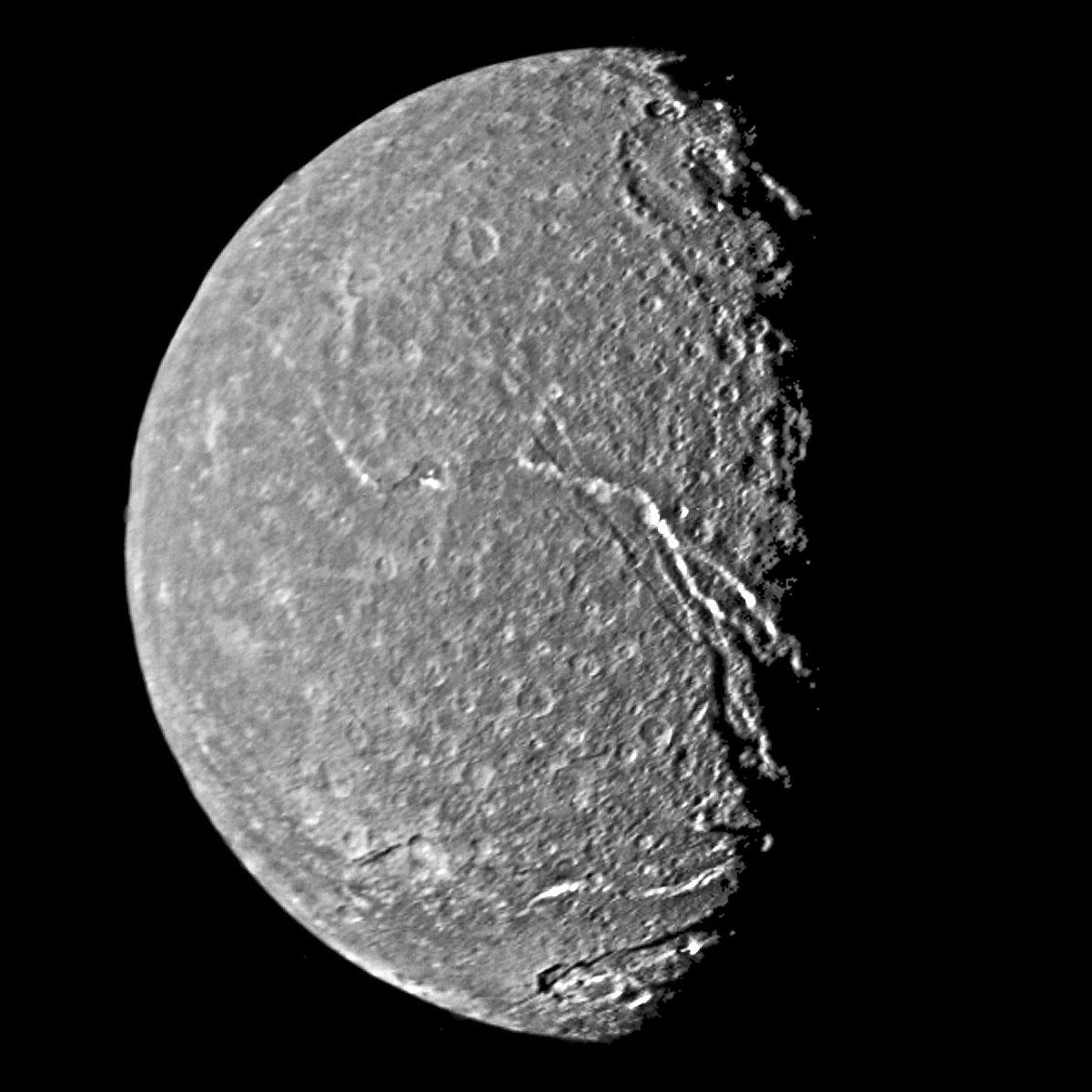
Une image de Titania prise par Voyager 2. Messina Chasma peut être vue, en son centre.

Messina Chasma est le plus large des canyons connus à la surface de la Lune Uranienne, Titania. Ce canyon est nommé en référence au personnage Ursule de la comédie Beaucoup de bruit pour rien de William Shakespeare. Long de 1 492 km ce chasma est fait de deux failles normales suivant la direction NW–SE, avec à ses limites, un amas de blocs tombés en contrebas, et qui forme une structure appelée graben. Le canyon coupe des cratères d'impacts, ce qui indique qu'il s'est formé lors d'un épisode relativement avancé de l'évolution géologique de la lune, alors que l'intérieur de Titania s’étendait craquelant la croûte de l'astre en conséquence. Peu de cratères sont observés en surimpression sur Messina Chasma, ce qui confirme la relative jeunesse de la structure géologique. La chasma fut photographiée pour la première fois par la sonde Voyager 2 en janvier 1986.